# Gluparna
Gluparna är öar i Finland. De ligger i Skärgårdshavet och i kommunen Pargas i landskapet Egentliga Finland, i den sydvästra delen av landet. Öarna ligger omkring 64 kilometer sydväst om Åbo och omkring 190 kilometer väster om Helsingfors. 
Arean för den av öarna koordinaterna pekar på är 1,8 hektar och dess största längd är 220 meter i sydöst-nordvästlig riktning. Närmaste större samhälle är Korpo, 14,5 km norr om Gluparna.